# Albert-Félix de Lapparent
Albert-Félix de Lapparent (9 de setembre de 1905 a Le Mont-Dieu – 28 de febrer de 1975) va ser un paleontòleg francès. També era clergue de la Companyia dels Sacerdots de Sant Sulpici. Va prendre part en un gran nombre d'expedicions a la recerca de fòssils al desert del Sàhara. Va contribuir en gran manera al coneixement dels dinosaures i altres animals prehistòrics. L'any 1986, José Fernando Bonaparte va posar el nom del dinosaure Lapparentosaurus en el seu honor.
Els dinosaures als quals va donar nom Lapparent van ser Inosaurus tedreftensis (Lapparent, 1960) i Lusitanosaurus liassicus (Lapparent i Zbyszewski, 1957).
`Va donar nom a molts gèneres i espècies: Apatosaurus alenquerensis (Lapparent i Zbyszewski, 1957), Astrodon pusillus (Lapparent i Zbyszewski, 1957), Brachiosaurus atalaiensis  (Lapparent i Zbyszewski, 1957), Brachiosaurus nougaredi (Lapparent, 1960), Cetiosaurus mogrebiensis (Lapparent, 1955), Elaphrosaurus gautieri (Lapparent, 1960), Elaphrosaurus iguidiensis (Lapparent, 1960), Megalosaurus pombali (Lapparent i Zbyszewski, 1957) i Rebbachisaurus tamesnensis (Lapparent, 1960).
També va descobrir l'any 1964 el cocodril gegant Sarcosuchus.

## Obres
- A. F. de. Lapparent and G. Zbyszewski. 1957. Les dinosauriens du Portugal. Mémoires des Services Géologiques du Portugal, nouvelle série 2:1-63
- A. F. de. Lapparent, 1960. Les Dinosauriens du "Continental intercalaire" du Saharal central. Mémoires de la Société géologique de France, nouvelle série 39(88A):1-57